# Conservarea sarcinii electrice

Diagrama care arată liniile de câmp și echipotențialii în jurul unui electron, o particulă încărcată negativ. Într-un atom neutru electric, numărul de electroni este egal cu numărul de protoni (care sunt încărcați pozitiv), rezultând o încărcare totală netă zero.

În fizică, conservarea sarcinii electrice este principiul că sarcina electrică nu poate fi nici creată, nici distrusă. Cantitatea netă de sarcină electrică, cantitatea de sarcină pozitivă minus cantitatea de sarcină negativă din univers, este întotdeauna conservată.
Conservarea sarcinilor a fost inițial propusă de omul de știință britanic William Watson în 1746 și omul de stat și om de știință american Benjamin Franklin în 1747, deși prima dovadă convingătoare a fost dată de Michael Faraday în 1843.
”acum este descoperit și demonstrat, atât aici, cât și în Europa, că Focul Electric este un Element real, sau Specie de Materie, care nu a fost creat de fricțiune, ci numai colectat.”
- Benjamin Franklin, Scrisoare către Cadwallader Colden, 5 iunie 1747}}

## Principiul conservării
Conservarea sarcinii este o afirmație a unui principiu fizic despre modificarea cantității de sarcină electrică în orice volum din spațiu fiind exact egală cu valoarea sarcinii care intră în volum minus valoarea sarcinii care iese din volum. În esență, conservarea sarcinilor este o relație de bilanț între valoarea sarcinii într-o regiune și fluxul de sarcini în și din această regiune.
Din punct de vedere matematic, putem afirma legea ca o ecuație de continuitate:
Q(t2) = Q(t1) + QIN - QOUT.
Q(t) este cantitatea de sarcină electrică într-un volum specific la momentul t, QIN este cantitatea de sarcină care intră în volum între timpul t1 și t2 și QOUT este cantitatea de sarcină care iese din volum în aceeași perioadă de timp.
Acest lucru nu înseamnă că sarcinile individuale pozitive și negative nu pot fi create sau distruse. Sarcina electrică este purtată de particule subatomice, cum ar fi electronii și protonii, care pot fi create și distruse. În fizica particulelor, conservarea sarcinii înseamnă că în reacțiile elementare ale particulelor care creează particule încărcate, se creează întotdeauna un număr egal de particule pozitive și negative, menținând neschimbată cantitatea netă de sarcină. În mod similar, atunci când particulele sunt distruse, un număr egal de sarcini pozitive și negative sunt distruse.
Deși conservarea sarcinii consideră cantitatea totală de sarcină din univers ca fiind constantă, ea lasă deschisă întrebarea despre ce este această cantitate. Cele mai multe dovezi indică faptul că sarcina netă din univers este zero; adică există cantități egale de sarcină pozitivă și negativă.

## Dovezi experimentale
Argumentele simple elimină unele tipuri de neconservare a sarcinilor. De exemplu, mărimea sarcinii elementare pe particulele pozitive și negative trebuie să fie extrem de apropiată de cea egală, diferită de cel mult 10-21 pentru cazul protonilor și electronilor. Materia normală conține un număr egal de sarcini pozitive și negative, protoni și electroni, în cantități enorme. Dacă sarcina elementară a electronului și a protonului ar fi chiar puțin diferită, toate materialele ar avea o sarcină electrică mare și s-ar respinge reciproc.
Cele mai bune teste experimentale ale conservare a sarcinii electrice sunt căutările pentru dezintegrarea particulelor care ar fi permise dacă sarcina electrică nu este întotdeauna conservată. Nu s-au găsit vreodată astfel de dezintegrări. Cel mai bun test experimental vine de la căutările fotonului energetic de la un electron care se descompune într-un neutrino și un singur foton:
e → ν + γ (durata de viață este mai mare de 6,6×1028 ani (nivel de încredere de 90%)),
dar există argumente teoretice că astfel de dezintegrare cu un singur foton nu va apărea niciodată, chiar dacă sarcina nu este conservată.  Testele de dispariție a sarcinii sunt sensibile la dezintegrarea fără fotoni energetici, alte procese neobișnuite de încălcare a sarcinilor, cum ar fi un electron care se schimbă spontan într-un pozitron  și o sarcină electrică care se deplasează în alte dimensiuni. Cele mai bune limite experimentale privind dispariția sarcinii sunt:
e → orice (înseamnă durata de viață mai mare de 6,4 × 1024 ani (nivel de încredere de 68%))
n → p + ν + ν (dezintegrarea neconservativă a sarcinilor, sub 8×10-27 (nivel de încredere de 68%) din toate dezintegrările neutronilor.